# 仏陀寺 (大阪府太子町)
仏陀寺（ぶっだじ）は大阪府南河内郡太子町に所在する浄土真宗本願寺派の仏教寺院。

## 概要
創建年は不明。ただし親鸞がこの寺を訪れたという記録が残っており、鎌倉時代以前にはあったとされる。
江戸時代後期に火事に遭い、寺の歴史に関する資料のほとんどが失われてしまった。
境内には、蘇我倉山田石川麻呂の墓と伝えられる古墳（仏陀寺古墳）が存在する。